# Râul Glatt
Râul Glatt este un afluent de versantul stâng al râului Neckar; are o lungime de 37 km, formându-se la localitea Aach (Hegau), prin confuența râurilor Ettenbach, Stockerbach și Kübelbach. Râul este amplasat la marginea de est a regiunii Munților Pădurea Neagră (Schwarzwald) în landul Baden-Württemberg, Germania.
Râul Glatt curge la început spre sud, având o vale foarte îngustă între Neuneck și Leinstetten. La Bettenhausen își schimbă direcția spre est și la Neckarhausen (cartier din Horb am Neckar) se varsă în Neckar.

## Localități traversate
- Aach (cartier din  Dornstetten)
- Glatten
- Neuneck (localitate ce apartine de Glatten)
- Leinstetten (cartier din Dornhan)
- Bettenhausen (cartier din Dornhan)
- Hopfau (cartier din  Sulz am Neckar)
- Glatt (cartier din  Sulz am Neckar)

## Afluenți
Are afluenți puțini și care au un curs scurt, cu excepția lui Heimbach (24 km) care se varsă în râul Glatt la Leinstetten.